# Obereoides parahybanus
Obereoides parahybanus är en skalbaggsart som beskrevs av Maria Helena M. Galileo och Martins 1998. Obereoides parahybanus ingår i släktet Obereoides och familjen långhorningar. Inga underarter finns listade i Catalogue of Life.